# Penambangan (Pajarakan)
Penambangan is een bestuurslaag in het regentschap Probolinggo van de provincie Oost-Java, Indonesië. Penambangan telt 1669 inwoners (volkstelling 2010).